# Taiwan Qiyuan
La Taiwan Qiyuan (台灣棋院文化基金會  Pinyin : Táiwān Qíyuàn Wénhuà Jījīnhuì) est la fédération taïwanaise de jeu de go. Elle a été créée le 4 mars 2000 grâce à des fonds de Weng Ming Xian (chinois : 翁明顯 pinyin : Wēng Míng Xiǎn), qui a également été le premier président. Le président actuel est Chen Guoxing.
La Taiwan Qiyuan regroupe les joueurs de go professionnels de Taïwan, et organise les examens d'admission.